# Spyridon Ier d'Antioche
Spyridon Ier (s.d.) fut patriarche orthodoxe d'Antioche et de tout l'Orient de 1892 à 1898.